# Mario Majoni
Mario Majoni (né le 27 mai 1910 à Quarto dei Mille, mort le 16 août 1985 à Gênes) est un joueur et un entraîneur de water-polo italien, champion olympique en 1948 à Londres.

## Biographie
Il figure sur la liste des membres de l'International Swimming Hall of Fame.